# لوكاس أوربان
لوكاس ألفونسو أوربان (بالإسبانية: Lucas Alfonso Orbán)‏ هو لاعب كرة قدم أرجنتيني في مركز الظهير الأيسر ولد في يوم 3 فبراير 1989 في مدينة بوينوس ايريس عاصمة الأرجنتين، يلعب حالياً مع نادي راسينغ وسبق له اللعب مع نادي ليفانتي ونادي فالنسيا ونادي بوردو وتيغري ونادي ريفر بليت، بدأ باللعب مع منتخب الأرجنتين لكرة القدم ويبلغ طوله 184 سم.

## مسيرته الكروية
لعب لوكاس أوربان خلال مسيرته الاحترافية مع 7 أندية في ثلاثة عشر موسمًا وسجل خلالها هدفين أثنين ضمن 154 مباراة. ولم يفز بأي موسم بالكأس وفاز في موسم واحد بالدوري.
خاض لوكاس أوربان مسيرته مع نادي ريفر بليت في موسم 2008–09 واستمر معه طيلة ثلاثة مواسم، مشاركًا في 10 مباريات ولم يسجل أي هدف. ثم انتقل إلى نادي تيغري في موسم 2011–12 ولمدة موسمين، حيث شارك في 48 مباراة سجل خلالها هدفًا واحدًا. لينتقل بعدها إلى نادي جيروندان بوردو في موسم 2013–14 لمدة موسم واحد، مشاركًا في 27 مباراة ولم يسجل أي هدف. ثم انتقل إلى نادي فالنسيا في موسم 2014–15 ولمدة موسمين، مشاركًا في 29 مباراة سجل خلالها هدفًا واحدًا. هذا وانتقل لاحقًا إلى نادي ليفانتي في موسم 2015–16 لمدة موسم واحد، مشاركًا في 3 مباريات ولم يسجل أي هدف. ثم انتقل بعدها إلى نادي جنوى في موسم 2016–17 لمدة موسم واحد، مشاركًا في 11 مباراة ولم يسجل أي هدف أيضًا. ليعود وينتقل من جديد، لكن هذه المرة إلى نادي راسينغ في موسم 2017–18 واستمر معه طيلة ثلاثة مواسم، مشاركًا في 26 مباراة ولم يسجل أي هدف أيضًا.

## روابط خارجية
- لوكاس أوربان على موقع إي إس بي إن إف سي (الإنجليزية)
- لوكاس أوربان على موقع قاعدة بيانات كرة القدم.إي يو (الإنجليزية)
- لوكاس أوربان على موقع ناشيونال فوتبول تيمز (الإنجليزية)
- لوكاس أوربان على موقع Soccerbase.com (لاعب) (الإنجليزية)
- لوكاس أوربان على موقع Soccerway.com (الإنجليزية)
- لوكاس أوربان على موقع AS.com (الإسبانية)